# Cristiane Snak
Cristiane Snak (Cascavel, Paraná, 1988) es una bióloga, botánica, geobotánica, curadora, y profesora brasileña.

## Biografía
Desde 2011 desarrolla actividades académicas e investigativas como profesora de la Universidad Estatal de Feira de Santana.
En 2008, obtuvo una licenciatura en ciencias biológicas, por la Universidad Estadual del Oeste de Paraná; y en 2011, la maestría en Biología Vegetal por la Universidad Federal de Paraná, defendió la tesis Phaseolinae Benth. (Leguminosae Papilionoideae Phaseoleae) en el Estado de Paraná, y está en la etapa de doctorando por la Universidad Estatal de Feira de Santana.
Es autora en la identificación y nombramiento de nuevas especies para la ciencia, a abril de 2015, de un nuevo registro de especies, especialmente de la familia Fabaceae, y en especial del género Ancistrotropis (véase más abajo el vínculo a IPNI).

## Algunas publicaciones
- Cristiane Snak, j.l. de arruda Moreira, ana m. goulart de Azevedo. 2014. A new species of Ancistrotropis (Leguminosae, Papilionoideae, Phaseoleae) endemic to Brazil. Phytotaxa: a rapid international journal for accelerating the publication of botanical taxonomy 172, pp. 280

- ------------------, j.m.t. Souza, i.g. Varassin. 2013. Floral and reproductive biology in species with symmetrical corolla versus asymmetrical corolla: a study case in two species of Vigna (leguminsae-Papilionoideae). En: Sixth International Legume Conference, 2013, Joanesburgo. Programme and Abstracts_Sixth International Legume Conference

- ------------------, l.g. Temponi, f.c.p. García. 2012. Leguminosae no Parque Ecológico Paulo Gorski, Cascavel, Paraná, Brasil. Rodriguésia (impreso) 63: 999-1017

- ------------------, s.t.s. Miotto, r. Goldenberg. 2011. Phaseolinae (Leguminosae, Papilionoideae, Phaseoleae) no estado do Paraná, Brasil. Rodriguesia 62: 695-716

## Honores

### Estadías
- 2014: en el Jardín Botánico de Misuri a través de las "Becas Elizabeth E. Bascom para latinoamericanas botánicas".[9]
- 2013: etapa doctoral sándwich en el Real Jardín Botánico de Kew.[8]

### Revisiones de ediciones
- 2014 - actual: Hoehnea (São Paulo)
- 2014 - actual: Phytotaxa: a rapid international journal for accelerating the publication.

### Membresías
- de la Sociedad Botánica del Brasil.[10]

- La abreviatura «Snak» se emplea para indicar a Cristiane Snak como autoridad en la descripción y clasificación científica de los vegetales.[11]

- Portal:Biografías. Contenido relacionado con Botánica.
- Portal:Biología. Contenido relacionado con Taxonomía.